# Rotbach (Erft)
Der Rotbach (im Oberlauf Nöthener Siefen, Schliebach, Mühlenbach bzw. Bruchbach genannt) ist ein 39,1 km langer, südwestlicher und orographisch linker Zufluss der Erft, der in den beiden nordrhein-westfälischen Kreisen Euskirchen und Rhein-Erft verläuft.

## Geographie

### Verlauf
Der Rotbach entspringt als Nöthener Siefen in der Eifel und verläuft durch das Rheinland. Seine Quelle befindet sich am Südostrand des Kermeters, einem Nordteil der Eifel, zwischen Kall-Wallenthal im Südosten und Mechernich-Voißel im Norden, zwei Ortschaften, die der Bach nicht durchfließt. Unterhalb bzw. nordöstlich von Voißel trägt das Fließgewässer bis Mechernich-Glehn auch den Namen Schliebach und von Glehn bis Mechernich-Eicks heißt es Mühlenbach bzw. Bruchbach.
Innerhalb des Rheinlands fließt der Rotbach in zumeist nordnordöstlicher Richtung durch die Jülich-Zülpicher Börde und verläuft durch Stadtteile von Zülpich nach Lechenich. Auf dem Weg dorthin gabelt er sich in das Lechenicher Mühlenfließ und den Rotbach, die beide durch Lechenich fließen und nach etwa 8 Kilometern bei Konradsheim wieder zusammenfließen, wobei das Mühlenfließ zwischenzeitlich durch die Erpa gespeist wird. Schließlich mündet der Rotbach nahe Dirmerzheim in den aus Richtung Süden kommenden Rhein-Zufluss Erft.

### Zuflüsse
Als Nebenbäche des Rotbachs münden orographisch linksseitig der Eselsbach (bei Mechernich-Glehn), der Bergbach (bei Sinzenich), der Vlattener Bach (bei Lövenich) und die Erpa (zwischen
Erftstadt-Ahrem und Lechenich) in den Rotbach. Als orographisch rechtsseitiger Nebenbach mündet der Bleibach bei Mülheim-Wichterich in den Rotbach.
Der wichtigste Nebenfluss des Rotbachs ist der 23,9 km lange Bleibach, der mit einem 50,036 km² großen Einzugsgebiet 21 % des Rotbachs stellt. Zweitlängster Nebenfluss ist der Vlattener Bach. Dessen 31,528 km² große Einzugsgebiet wird jedoch vom nur 7,4 km langen Lechenicher Mühlengraben (Lechenicher Mühlenbach) mit 37,115 km² übertroffen. Die folgende Tabelle enthält die Nebenflüsse des Rotbachs gemäß dem Gewässerverzeichnis NRW.
| Name                               | Seite  | Länge (km) | EZG (km²) | Stat. (km) | GKZ       |
| ---------------------------------- | ------ | ---------- | --------- | ---------- | --------- |
| N.N.                               | links  | 0,7        |           | 37,644     | 2744-112  |
| Schliebach                         | links  | 1,0        |           | 35,911     | 2744-12   |
| Mühlenbach                         | rechts | 2,3        |           | 34,036     | 2744-14   |
| Eselsbach                          | links  | 3,9        | 10,377    | 34,090     | 2744-2    |
| Eichgraben                         | links  | 0,8        | 0,713     | 33,250     | 2744-31?  |
| Dützgraben                         | links  | 0,9        |           | 31,983     | 2744-32   |
| Kramersgraben                      | links  | 1,8        |           | 30,616     | 2744-34   |
| Mehlenbach                         | links  | 5,2        | 4,494     | 29,594     | 2744-4    |
| Bergbach                           | links  | 7,9        | 22,084    | 23,661     | 2744–2752 |
| Zulauf Linzenicher Burg            | rechts | 1,3        |           | 22,500     | 2744-592  |
| Mühlenbach                         | links  | 1,8        |           | 22,833     | 2744-594  |
| Vlattener Bach                     | links  | 21,8       | 31,528    | 21,708     | 2744-6    |
| N.N.                               | links  | 2,0        |           | 20,108     | 2744-612  |
| Graben-/Teichanlage Haus Dürffenth | rechts | 0,4        |           | 20,051     | 2744–2772 |
| Mühlengraben                       | links  | 1,5        |           | 18,991     | 2744–2774 |
| Rotbachmühlengraben                | links  | 1,3        |           | 15,478     | 2744–2776 |
| Bleibach                           | rechts | 23,9       | 50,036    | 13,807     | 2744-8    |
| Rulenzfließ                        | links  | 2,7        |           | 11,083     | 2744-912  |
| Borrer Fließ                       | links  | 1,9        |           | 10,290     | 2744-914  |
| Niederberger Bach                  | rechts | 6,0        |           | 8,537      | 2744-916  |
| Friesheimer Bach                   | links  | 4,0        |           | 8,405      | 2744-918  |
| Lechenicher Mühlenbach/-graben     | links  | 7,4        | 37,115    | 1,070      | 2744–2792 |

## Charakteristik
Charakteristisch für den Rotbach ist die vor allem nach starken Regenfällen rot-bräunliche Färbung des Wassers durch den hohen Eisengehalt, die auch in den Äckern rechts und links des Flusslaufs deutlich sichtbar ist. Ein hoher Eisengehalt führt durch Oxidation des Eisens zu hell- bis dunkelroten / braunen Farbtönen des Eisenoxids.

## Hochwasser und Hochwasserschutz
Der Bach beeinflusst das Leben in Friesheim maßgeblich, da an seinen Ufern Äcker und Häuser liegen, die bei starken Regenfällen seit den 1960er Jahren wiederholt überschwemmt wurden. Allerdings ist diese Gefahr in der heutigen Zeit durch das Hochwasserrückhaltebecken Erftstadt-Niederberg nicht mehr so gravierend. Im Jahr 2023 wurde der Rotbach bei Friesheim auf einer Länge von etwa 300 Metern in ein neues Flussbett umgeleitet. Dieses ist kurvenreich, wodurch sich die Fließgeschwindigkeit reduziert. Teilweise wurde das umliegende Gelände erhöht, um auftretendes Hochwasser temporär zu speichern. Durchgeführt wurde dieses Renaturierungsprojekt vom Erftverband und der Stadt Erftstadt.
Beim Hochwasser der Erft im Jahr 2021 staute sich der durch das vorausgegangene Starkregenereignis ohnehin angestiegene Rotbach an der Brücke der Kreisstraße 44 und überflutete Teile von Erftstadt-Dirmerzheim.